# LaVergne Glacier
LaVergne Glacier är en glaciär i Antarktis. Den ligger i Västantarktis. Nya Zeeland gör anspråk på området. LaVergne Glacier ligger 2 175 meter över havet.
Terrängen runt LaVergne Glacier är huvudsakligen kuperad, men norrut är den bergig. Terrängen runt LaVergne Glacier sluttar österut. Trakten är obefolkad. Det finns inga samhällen i närheten.